# Kjell Magne Bondevik
Kjell Magne Bondevik (3 de setembro de 1947) é um pastor luterano e político norueguês, e foi primeiro-ministro da Noruega em duas ocasiões: entre 1997 e 2000, e entre 2001 e 2005.